# Nakléřov
Nakléřov (německy Nollendorf) je osada a základní sídelní jednotka místní části Krásný Les v obci Petrovice, nacházející se v Krušných horách, nedaleko česko-německé státní hranice, asi 14 kilometrů od krajského města Ústí nad Labem. Katastrální území Nakléřova se rozkládá na ploše 4,95 km² v nadmořské výšce od 500 do 735 metrů. K roku 2011 zde trvale žilo 19 obyvatel a k roku 2014 bylo evidováno 15 adres.
Rozkládá se při Nakléřovském průsmyku, kudy po staletí vedla významná obchodní a válečná stezka do země. První písemná zmínka pochází z roku 1382, avšak založen měl být již v 9. století lužickosrbským slovanským kmenem Dalemniců. I přes extrémní klimatické podmínky se zde rozvinulo prosperující zemědělství a vyhlášená byla rovněž řemeslná výroba (zejména nakléřovské kovové knoflíky). Obcí, kvůli její poloze, pochodovaly armády při množství válečných konfliktů, mimo jiné během třicetileté války, sedmileté války nebo napoleonských válek. V průběhu posledního zmíněného konfliktu se v Nakléřově usadil francouzský císař Napoleon Bonaparte, který měl z věže místního kostela řídit boje svých vojsk.
Do konce 19. století byl Nakléřov čistě německým sídlem, avšak i po vzniku Československa zde za První republiky žilo občanů jiné než německé národnosti naprosté minimum. V souvislosti s vysídlením německého obyvatelstva po druhé světové válce se Nakléřov stal výrazně nedosídlený a posléze zcela vylidněný. Stalo se tak v roce 1950 v souvislosti se zřízením vojenského výcvikového prostoru, který v Nakléřově a jeho okolí existoval do roku 1960. O rok později se Nakléřov stal součástí obce Krásný Les. V roce 1975 byl odstřelen zdejší kostel svatého Josefa, aby na jeho místě vyrostl nakonec nerealizovaný monumentální památník Rudé armádě. Od roku 1980 je Nakléřov v rámci Krásného Lesa součástí obce Petrovice.
Oblast se nachází v turisticky atraktivní lokalitě Krušných hor a zasahují do ní dvě chráněná území v rámci evropské sítě Natura 2000. Územím prochází dálnice D8 a silnice II/248.

## Název
Okolo původu českého názvu Nakléřov a německého Nollendorf existuje několik teorií. Jedním z počátečních předpokladů bylo, že vychází z místního německého pojmenování pro pahorek, vyvýšeninu či kopec (tj. Hügel, Erhöhung apod.), resp. jejich středoněmeckého tvaru Nolle. Nejstarší názvy, Naklerzow či Naklerivilla, nicméně pravděpodobně vznikly z německého vlastního jména Nakler (v české výslovnosti Nagler). To potvrzuje Emil Richter, autor Heimatkunde des Bezirkes Aussig, jenž založení Nakléřova připsal zemědělci jménem Nagel. Podobně Antonín Profous vysvětluje původ názvu analogií „podle jmen typu Benešov z příjmení Nakléř, a to z německého Nagler (tj. hřebíčník)“. Německý název dle něj vznikl v 16. století ze tvaru Nagel-dorf. Podle teorie faráře Franze Fockeho má název slovanský původ, a pochází od kmene Dalemniců, jenž se měl v oblasti usadit počátkem 9. století. Kořen slov Nakleřov a Naklarov, vycházející z místních názvů, má znamenat, že „každý, kdo tam bydlí, na sebe bere velkou zátěž“.
V průběhu historie se v různých písemnostech dochovaly rozličné tvary názvu. Patří mezi ně již zmíněný Naklerzow (1382) a Naklerivilla (1402), dále pak Nalendorf (1580), Neklerzow (1547), Noildorf (1551), Nolndorf (1594), Nolldorf či Nogeldorf (1598), Nallndorf (1604) a Nahlendorff (1654). Již od roku 1720 se používal tvar Nollendorf, který se od roku 1854, spolu s českým Nakléřovem, ustálil, a oba byly nadále úředně používány.

## Historie

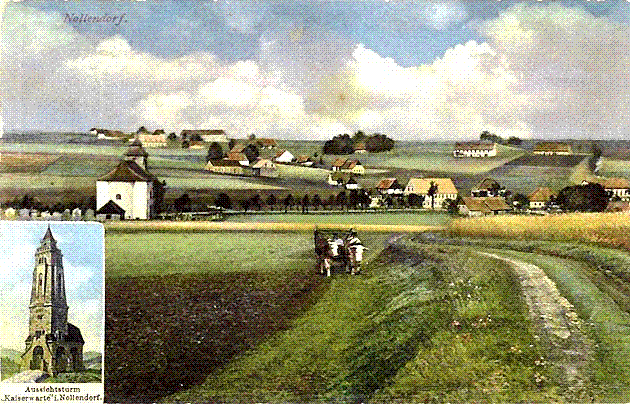
Historická pohlednice
s Nakléřovem. V rámečku
vlevo dole je Císařská rozhledna.

Nakléřovský průsmyk, při němž se Nakléřov nachází, byl od pradávna místem, kudy vedla významná obchodní, ale i válečná stezka do země i ven. K tomuto účelu byla využívána již za dob únětické kultury ve starší době bronzové. Na přelomu letopočtu měl v okolí sídlit germánský kmen Markomanů. Pro zdejší území byl po příchodu Slovanů významný slovanský lužickosrbský kmen Dalemniců, který do severočeské oblasti přišel v době výbojů franckého krále Karla Velikého (742–814). Tento kmen měl v 9. století založit Nakléřov a řadu dalších sídel v okolí (mimo jiné Knínice, Tisou či Velké Chvojno). V roce 1040 průsmykem prošla vojska německého krále Jindřicha III. na výpravě proti českému knížeti Břetislavovi I. Podle Rudolfa Köhlera, autora místní kroniky, byla obec založena někdy kolem roku 1100. Roku 1126 zdejším průsmykem do Čech vpadl německý král Lothar III., aby se v bitvě u Chlumce utkal s českým knížetem Soběslavem I. Od roku 1216 náležel Nakléřov, coby církevní obec, k římskokatolické diecézi Bílina. Od 13. století vedla místním průsmykem tzv. srbská stezka, též známá jako solná stezka (Salzstraße). Po té se do Čech z Halle dovážela sůl a další zboží.
V roce 1310 daroval český král Jindřich Korutanský zdejší statek Meierhof Naglatow, od něhož se dle jedné teorie odvozuje název Nakléřova, Johannovi von Lungwitz, původem z Míšně. Jeho čtyři synové, Hyldan, Reinhold, Vigand a Děpold (první zmíněný byl kanovníkem pražského hradu), nechali v obci postavit dřevěný kostel, který ale nevydržel zdejší extrémní klimatické podmínky a spadl. První písemná zmínka o Nakléřově se dochovala z 1. října 1382 v souvislosti s nově postaveným kostelem, jehož byli zmínění čtyři bratři patrony. Ke stejnému dni je uvedeno znovuzřízení zdejší fary.

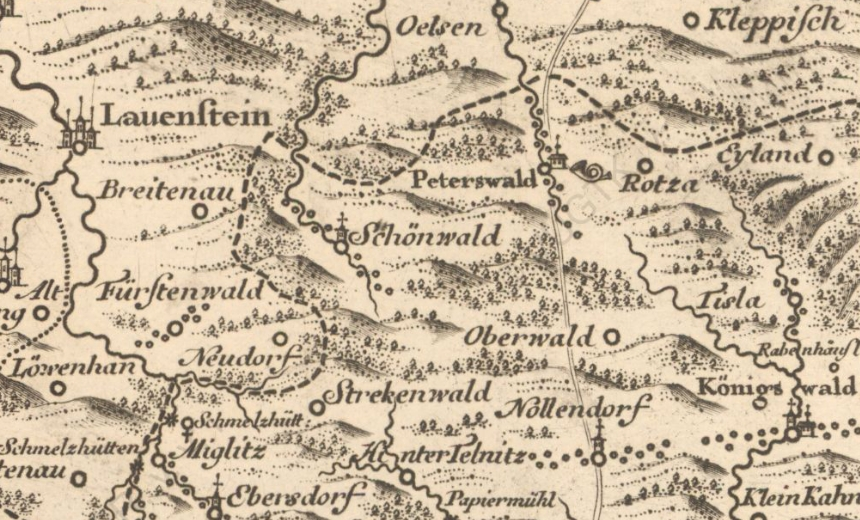
Nakléřov,
zde jako Nollendorf (uprostřed),
na Müllerově mapě Čech z roku 1720

Nejstarším známým majitelem obce byl český šlechtický rod Vartenberků. Václav z Vartenberka obec roku 1405 připojil k panství Blansko a jmenoval sem kněze. Na počátku 16. století patřil Nakléřov bratrům z Valdštejna. Od roku 1537 (podle jiného zdroje již o sto let dříve) náležel pod panství Krupka. Když se v roce 1580 na tomto panství rozpadla šlechta, prodal císař Rudolf II. Nakléřov (spolu se Schönwaldem [Krásným Lesem] a Petrovicemi) saskému šlechtici Tamovi (Damianovi) ze Sebotendorfu a Rottwendorfu. Obec byla opakovaně pleněna v první polovině 17. století během třicetileté války (1618–1648). Nejprve ji v roce 1633 zpustošili saští vojáci a o šest let později Švédové, kteří vypálili zdejší kostel. V letech 1679 až 1683 byl původní kostel při průjezdní silnici, existující již v době předhusitské, nahrazen kostelem svatého Josefa, který se již v roce 1697 dočkal přestavby. Roku 1744 obec navštívil pruský král a braniborský kurfiřt Fridrich II. Veliký.
V roce 1756 tudy vévoda Ferdinand Brunšvický na počátku sedmileté války vedl invazi pruských vojsk o síle deseti tisíc mužů, s nimiž v Nakléřově porazil rakouské oddíly. Další boje zde proběhly v letech 1757, 1759 a 1778. V tomto období obec náležela panskému dvoru v Petrovicích, který však byl v roce 1800 opuštěn. V srpnu 1813 Nakléřovem postupoval pruský generál von Kleist, který se zasloužil o porážku francouzských císařských vojsk v bitvě u Chlumce. Obdržel za to šlechtický přídomek von Nollendorf („z Nakléřova“). Francouzský císař Napoleon Bonaparte se však s porážkou nechtěl smířit, a tak v září téhož roku podnikl další pokus o průnik do Čech. Usadil se v Nakléřově, odkud měl z věže kostela řídit boj svých vojsk u Varvažova. Brzy však byl donucen k ústupu. V roce 1817 se rozběhla výstavba školy, která trvala až roku 1855. O rok později se Nakléřova dotkla prusko-rakouská válka (vojáci zde procházeli, i byli ubytováni).
V letech 1850 až 1930 byl Nakléřov samostatnou obcí, jejíž hospodářství sestávalo z prosperujícího zemědělství a domácí řemeslné výroby (věhlasu dosáhly zejména nakléřovské kovové knoflíky, které byly do té doby představeny například během průmyslové výstavy v Praze, která se uskutečnila roku 1791 při příležitosti korunovace Leopolda II. českým králem). V roce 1913 byl při příležitosti stého výročí bitvy u Chlumce v Nakléřově postaven Kleistův pomník a Císařská rozhledna. Během první světové války dostalo povolávací rozkaz do rakousko-uherské armády celkem 64 nakléřovských mužů, z nichž 8 zemřelo, 8 padlo do zajetí a 1 byl pohřešován. Za oběť války padly rovněž dva zvony místního kostela, které byly zrekvírovány.
Po vzniku Československa v obci k roku 1921 žilo v 84 domech celkem 376 obyvatel (z toho 372 Němců, 1 Čech a 3 cizinci). V říjnu 1929 zde v parlamentních volbách zvítězila politická formace Německé volební společenství, následovaná několika německými politickými stranami. Z českých stran postoupily pouze Komunistická strana Československa a Československá národní demokracie. Koncem téhož roku přistálo na nakléřovských pláních nouzově letadlo německé Lufthansy, jednoplošník, jehož let silně narušoval prudký vítr a vzduchové kapsy nad Krušnými horami. V parlamentních volbách v roce 1935 zde drtivě zvítězila Sudetoněmecká strana, která získala téměř 80 % hlasů. O rok později vedla obcí trasa olympijské pochodně letních olympijských her v Berlíně. V září 1938 došlo v okolí Nakléřova k provokacím ze strany Heinleinovců (příznivců Sudetoněmecké strany). Ozbrojené akce neustaly ani po nasazení československé armády, a dokonce při nich byla obklíčena dvoučlenná československá polní stráž u zátarasu na silnici z Nakléřova do Schönwaldu (Krásného Lesa).
V důsledku Mnichovské dohody se Nakléřov a celé Sudety staly počátkem října 1938 součástí nacistického Německa a od dubna 1939 byly v jeho rámci součástí říšské župy Sudety (v té obec náležela pod ústecký venkovský okres, respektive občanský okres Telnice). Německá armáda tehdy využila Nakléřovský průsmyk k obsazení Sudet. Během druhé světové války byl v obci zaveden přídělový systém a povinné odvody zemědělských produktů. V roce 1940 došlo ke zřízení dvou telefonních přípojek. Na jaře následujícího roku bylo do Nakléřova přivedeno 22 francouzských válečných zajatců, kteří museli vypomáhat na zdejších statcích. V roce 1944 se při zimní bouři zřítila místní rozhledna. V prázdných domech a místnostech žili Němci postižení spojeneckým bombardováním německých měst (např. z Berlína, Kolína nad Rýnem či Düsseldorfu). Územím prošlo na sklonku války velké množství uprchlíků, utíkajících z tzv. Protektorátu Čechy a Morava. Zdejším průsmykem byl rovněž hnán pochod židů a okolí obce ostřelovala nízko letící spojenecká letadla. Koncem dubna 1945 zde pobývaly oddíly Ruské osvobozenecké armády (vlasovců). Nakléřov byl osvobozen 9. května 1945 sovětskou armádou v rámci tzv. „Pražské operace“. Sovětští vojáci, z části v obci ubytovaní, však ničili majetek, rozstříleli varhany v kostele, a měli na svědomí znásilňování místních žen (údajně došlo až ke 30 případům). Celkem během války padlo 26 nakléřovských mužů.
Po skončení války byli v květnu 1945 všichni Němci Benešovými dekrety vyhlášeni za státní nepřátele, a na jejich majetek byla uvalena nucená správa. Již v červenci proběhlo vyhoštění prvních nakléřovských rodin. Koncem října téhož roku propadl veškerý majetek osob německé národnosti státu. Ještě v roce 1945 se Nakléřov stal osadou. V rámci odsunu místního německého obyvatelstva odešly jedny z prvních rodin mezi srpnem a listopadem 1946. Vysídlení nakléřovští Němci směřovali do Meklenburska, Durynska, Saska, Bavorska, Hesenska, Württemberska, ale i do Švédska. Několik německých rodin v Nakléřově však i nadále zůstalo. Posílily je rodiny ze Slovenska a bulharští nádeníci. Osada se stala součástí horského pasteveckého družstva, jemuž bylo přiděleno velké množství konfiskátů, a dosahovala v jeho rámci nejlepších výsledků. Po komunistickém převratu v únoru 1948 museli zbylí místní Němci odejít do vnitrozemí Československa. V následujících desetiletích republiku opustili, či zůstali. V poválečném období se objevily snahy o znovuosídlení pohraničních oblastí, avšak Nakléřov se pro jeho extrémní klimatické podmínky nepodařilo osídlit.

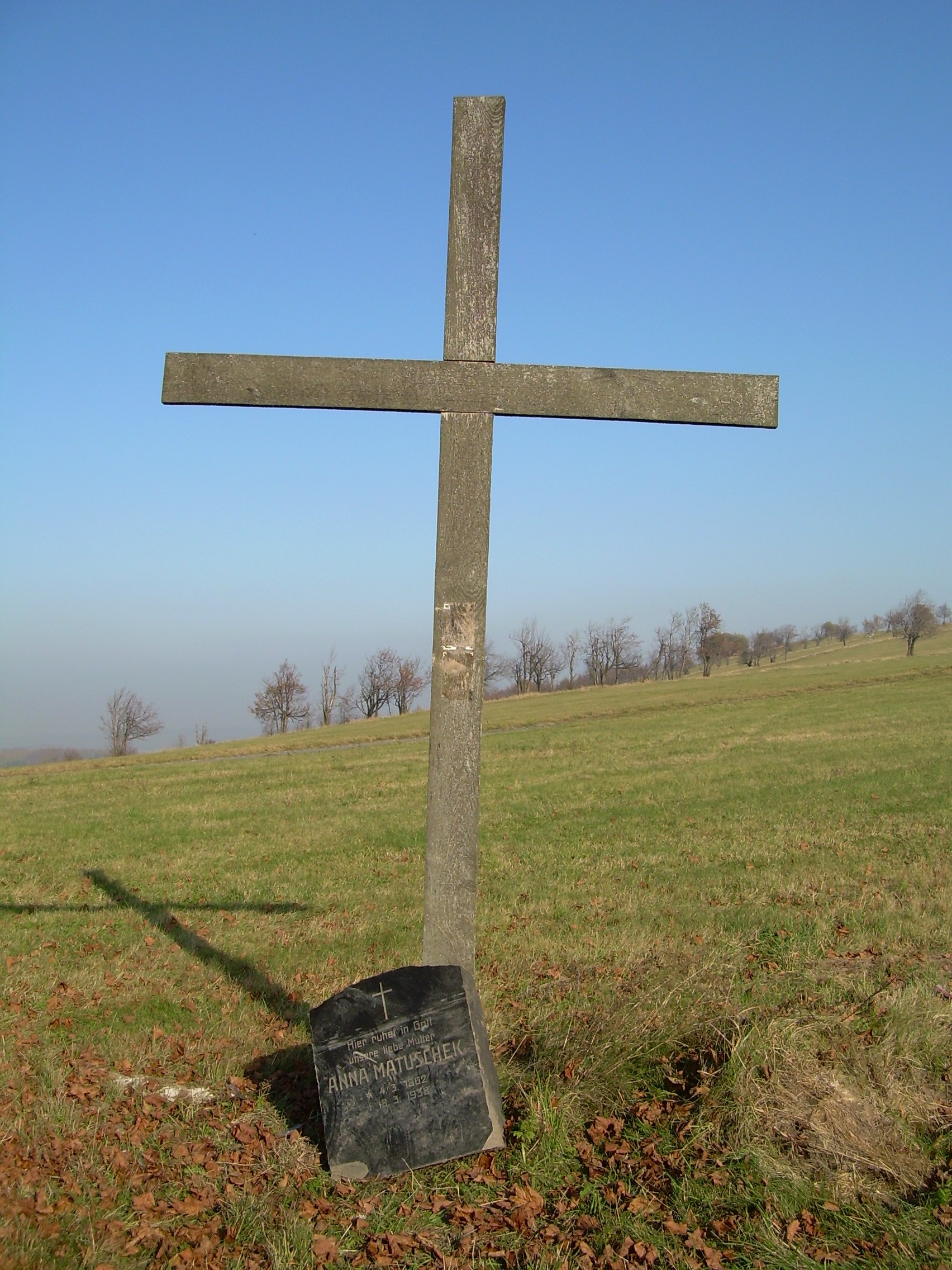
Dřevěný kříž,
který od roku 1992 stojí na místě někdejšího zbořeného kostela svatého Josefa

Vylidněné domy se po válce využívaly k rekreaci, a to jak jednotlivci, tak sportovními organizacemi jako Junák, Sokol či Klub českých turistů. Nakléřov byl též oblíbeným místem romantických výletů ústecké mládeže. Po roce 1948 došlo ke zbourání několika budov. Do roku 1950 v Nakléřově fungoval místní národní výbor. Od června 1950 do prosince 1960 Nakléřov a jeho blízké okolí náleželo do vojenského výcvikového prostoru, jehož oblast byla uzavřena. To značnou měrou přispělo ke zhoršení stavu zdejších staveb. Podle svědků vypadal Nakléřov v roce 1960 jako po bitvě: „většina domů byla stržena, ty poslední, které stály, byly skoro ruiny“.
V roce 1961 se Nakléřov stal součástí obce Krásný Les. Roku 1964 byla řada budov zbořena, a o tři roky později proběhla likvidace místního hřbitova. V srpnu 1968 postupovala Nakléřovským průsmykem okupační vojska Varšavské smlouvy. V dubnu 1975 došlo z rozhodnutí okresního národního výboru v Ústí nad Labem k odstřelu kostela svatého Josefa, na jehož místě měl vzniknout památník připomínající osvobození sovětskou Rudou armádou v roce 1945. Monumentální skulptura, jejíž výstavba měla stát 4,5 milionů Kčs, měla být vidět až z Ústí nad Labem. Projekt však nakonec zastavila československá vláda.
Od roku 1980 je Nakléřov, coby část Krásného Lesa, součástí obce Petrovice. Jakožto jejich součást spadá od roku 1992 do euroregionu Labe a od roku 2001 do mikroregionu Labské skály. Roku 1992 instaloval spolek původních německých obyvatel Nakléřova prostý dřevěný kříž na místě zbořeného kostela svatého Josefa. V letech 2002 až 2006 probíhala výstavba posledního úseku dálnice D8 před státní hranicí s Německem, jehož zhruba 1,6kilometrová část prochází katastrálním územím Nakléřova.

## Přírodní poměry

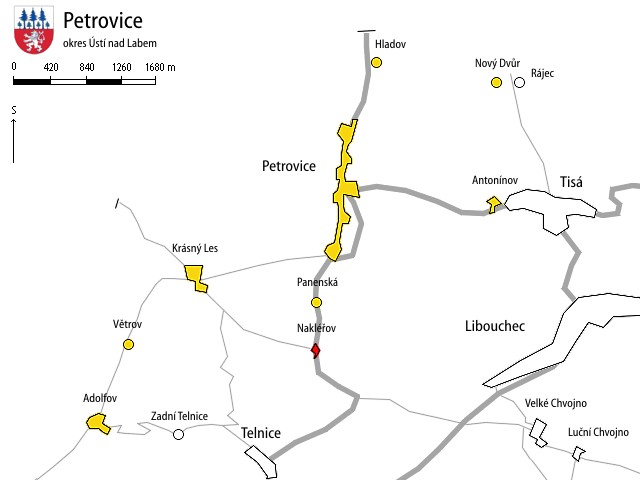
Lokalizace Nakléřova na Petrovicku

Nakléřov je osadou a základní sídelní jednotkou Krásného Lesa, který je částí obce Petrovice. Nachází se v severní části okresu Ústí nad Labem v Ústeckém kraji, nedaleko česko-německé státní hranice.
Katastrální území Nakléřova se rozkládá na ploše 4,95 km². Leží v nadmořské výšce 500–735 m n. m., přičemž nejvyšším bodem je kóta u vojenské základny, a nejnižším údolí Jílovského potoka pod dálnicí D8. Hranice katastrálního území ze západu kolmo prochází silnicí třetí třídy z Nakléřova do Krásného Lesa, míjí vojenské zařízení roty radiového průzkumu (náležící pod 532. prapor elektronického boje Armády ČR), a po krátkém klikacení z jihu kopíruje pláň Na Šancích. Dále vede po vrstevnici v jihovýchodním směru, od níž se nakonec odpoutává a směřuje jihozápadně k vrchu Rožný (674 m). Krátce před ním klikatě zahýbá jihovýchodně a po vrstevnici směřuje k silnici II/248, kterou protíná v blízkosti Nakléřovského průsmyku. Poté vede po vrstevnici jižně od Nakléřovské výšiny (704 m) nad knínickými agrárními valy, kolmo prochází přes dálnici D8 mezi tunely Libouchec a Panenská, načež se stáčí západně a kopíruje tok Jílovského potoka. Pokračuje podél jednoho z jeho bezejmenných levostranných přítoků směrem k silnici II/248. Tu krátce v severním směru kopíruje, načež se stáčí k vrchu Výhledy (722,4 m). Hranice dále vede vodorovně s plání Barrandov, aby se poté v oblouku stočila a západní hranici dokončila po lesní cestě.

### Geologická stavba, reliéf a půdy

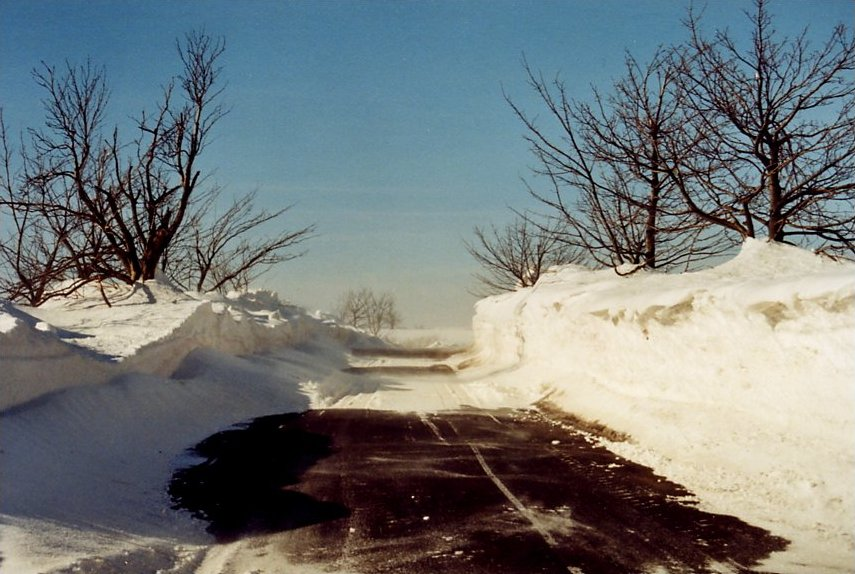
Zima v Nakléřovském průsmyku

Geologicky je Nakléřov součástí Českého masivu, kde se nachází v oblasti sasko-durynské (saxothuringikum). Horninový základ oblasti tvoří Krušnohorské krystalinikum. Převládají zde ruly a ortoruly frejberské skupiny, přičemž z rul jsou nejvíce zastoupeny svrchní šedé, které přecházejí až v nezřetelně usměrněné granodiority. Dále jsou zastoupeny metagranity a v severní části území okrajově druhohorní křemenné pískovce (v této lokalitě jsou pozůstatky korycanských vrstev, což jsou sedimenty mořského cenomanu). Dle Geofondu ČR se v oblasti nachází ložiska polymetalických rud, konkrétně barytová užitková složka (Telnice-Nakléřov s 230 hektary a Nakléřov se 6 hektary).
Z geomorfologického hlediska je Nakléřov a jeho okolí součástí Krušnohorské subprovincie, konkrétně Krušných hor a jejich podcelku Loučenská hornatina, v jehož rámci spadá pod geomorfologický okrsek Nakléřovská hornatina. Území je součástí kerného jednostranně ukloněného pohoří, které zde má charakter členité vrchoviny se strukturně denudačním reliéfem s rozlehlými plošinami a strukturními vrchy. Typově jej lze rozdělit na dvě části. Zhruba polovina katastrálního území má podobu zvlněné náhorní planiny s táhlými plochými hřbety, postrádajícími výraznější vrcholy. Naproti tomu jihovýchodní oblast je značně členitá s prudkými zalesněnými svahy krušnohorského zlomu. Nakléřovská vrchovina rovněž odděluje Krušné hory od Děčínské vrchoviny. Na vrcholu Nakléřovské výšiny (704 m) se v blízkosti někdejší rozhledny nachází panoramatická vyhlídka na České středohoří (s jeho vrcholy Milešovka, Hazmburk, Lovoš, Kletečná či Sedlo), Děčínský Sněžník, Tiské stěny a Lužické hory.
V okolí Nakléřova dominují hnědé půdy silně kyselé. Podle taxonomického klasifikačního systému půd (TKSP) se zde vyskytují kambizemě a podzoly. Větší část území (s výjimkou plání Barrandov a Na šancích) tvoří půdní typ kambizem dystrická, úzký pás v okolí vrchu Výhledy při severní hranici typ kambizem modální. Přibližně čtvrtinu území v okolí zmíněných plání v západní části Nakléřova představuje kryptopodzol modální.

### Podnebí a vodstvo
Nakléřov se dle Quittovy klimatické klasifikace řadí do chladné oblasti CH7 (výjimkou je úzký pruh na jihu a východě katastrálního území spadající do mírně teplé oblasti MT4, respektive MT2). Pro oblast CH7 jsou typická krátká, mírně chladná a vlhká léta. Jara a podzimy jsou dlouhé s velkým podílem srážek, a dlouhé jsou i zimy, během nichž je po značnou část zem pokryta sněhovou pokrývkou. Úhrn srážek odpovídá poloze Krušných hor a jejich nadmořské výšce, v oblasti Nakléřova je však nerovnoměrný (pohybuje mezi 700 až 800 mm za rok). Sněží v průměru 50 dní v roce a sněhová pokrývka dosahuje průměrně 40 centimetrů.
Oblast Nakléřova spadá hydrologicky do povodí řeky Labe, konkrétně do dílčího povodí Ohře, Dolního Labe a ostatních přítoků Labe. Zdejší území leží na pomezí mezipovodí tří vodních útvarů, jimiž jsou „Jílovský potok od pramene po ústí do Labe“, „Ždírnický potok od pramene po Zalužanský potok“ a „Petrovický potok/Bahra od pramene po státní hranici“. Územím protéká několik mladých malých vodních toků. Tvoří úzká, rovná a poměrně hluboká údolí. Mezi nejvýznamnější z nich patří Jílovský potok, pramenící západně od silnice II/248 v nadmořské výšce 713 metrů, jehož tok kopíruje část východní hranice Nakléřova. Jeho odtok je rozkolísaný, což působí, zejména na horním toku, občasné lokální povodně. Lokalitou protéká též několik bezejmenných přítoků Jílovského potoka, z nichž jeden pramení nad Nakléřovem, a podél jeho toku do údolí je při cestě na Libouchec rozvinuta zástavba. Na katastrálním území jsou dále pramenné oblasti a krátké úseky vodních toků Slatina a Černý potok.

### Flora a fauna

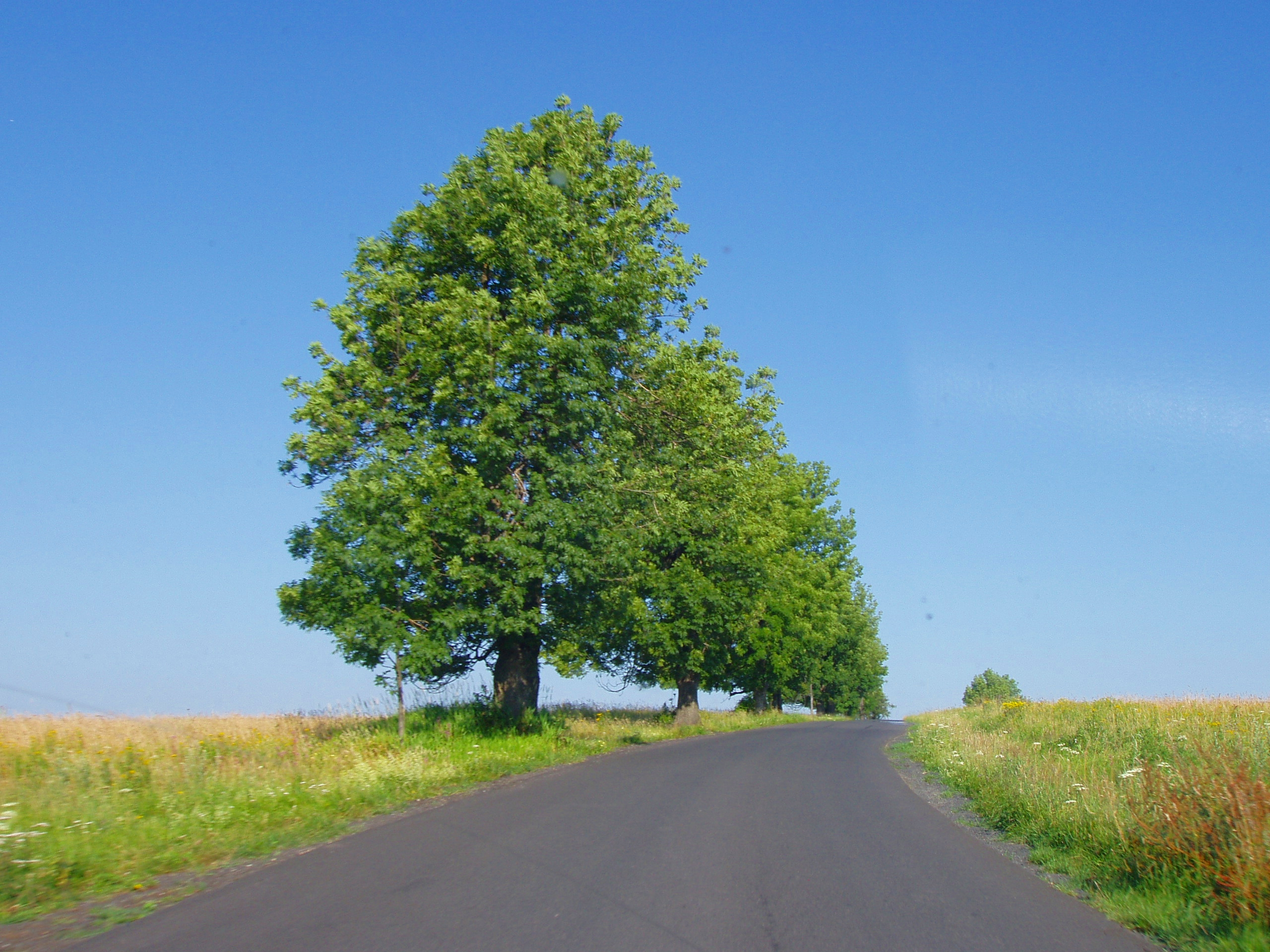
Stromořadí podél silnice III/2486
z Krásného Lesa do Nakléřova

Dle biogeografického členění ČR náleží oblast Nakléřova do hercynské podprovincie, respektive do jejího Krušnohorského bioregionu. Z botanického hlediska je součástí fytogeografického obvodu mezofytika, konkrétně Krušnohorského podhůří (okres 25) a jeho části Krušnohorské podhůří vlastní (podokres 25a). Potenciální přirozenou vegetací je bučina s kyčelnicí devítilistou (Dentario enneaphylli-Fagetum), černýšová dubohabřina (Melampyro nemorosi-Carpinetum), smrková bučina (Calamagrostio villosea-Fagetum) a biková bučina (Luzulo–Fagetum).
V druhé polovině 20. století docházelo k poškození krušnohorských smrkových porostů imisemi. V 60. a 70. letech proto byla vytvořena pásma ohrožení dle koncentrací oxidu siřičitého. Na počátku 80. let náležela oblast Nakléřova do pásma B, kde se životnost porostů pohybovala mezi 21 a 40 lety. Situace se začala významně zlepšovat od 90. let, především díky odsíření uhelných elektráren. Kvůli tomu byla zavedena nová metodika definující jednotlivá pásma dle dynamiky zhoršování stavu lesů. K roku 2004 se většina lesů v okolí Petrovicka řadila do kategorie slabě poškozených porostů.

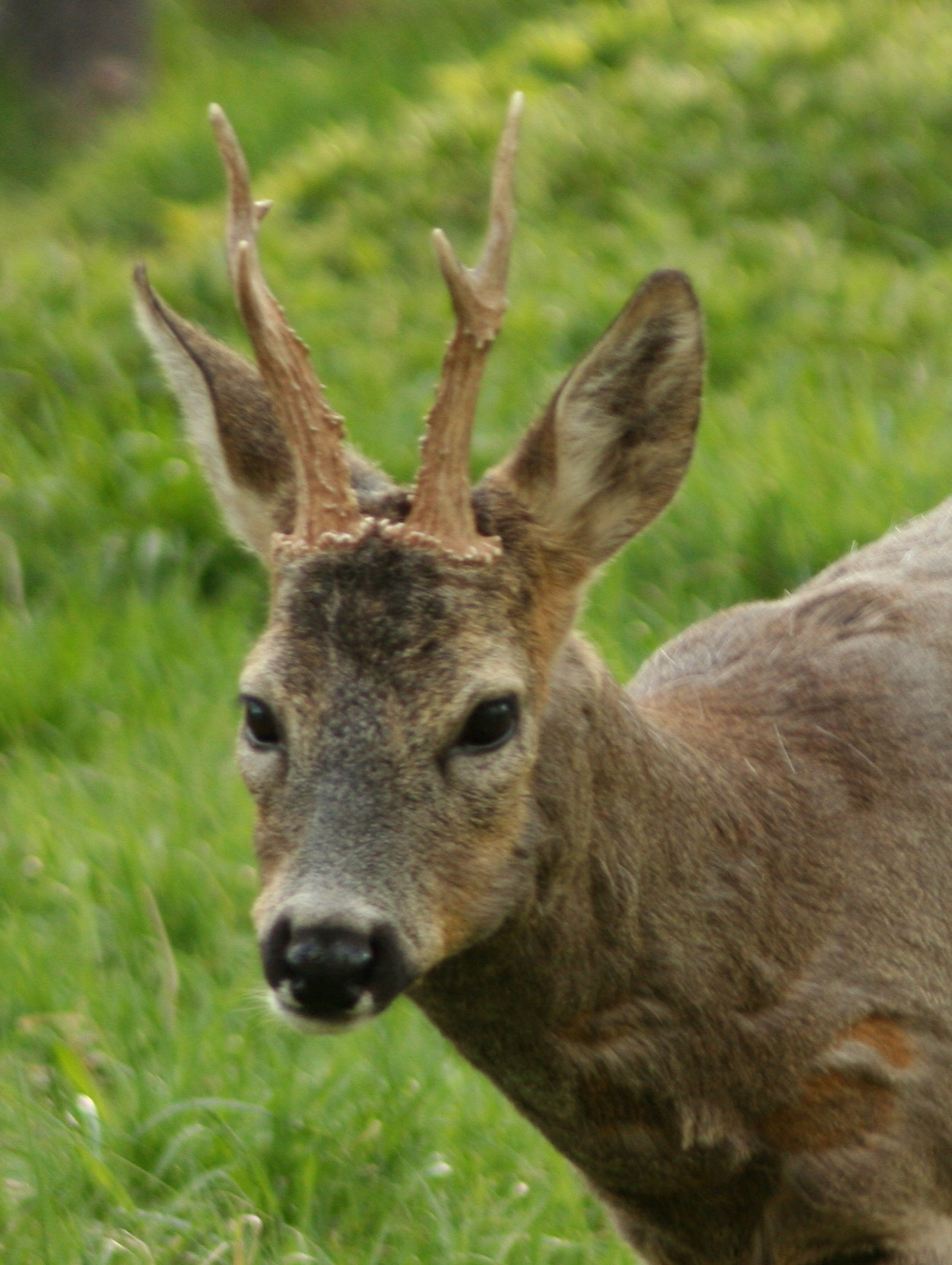
Srnec obecný
(Capreolus capreolus)

Lesy se nachází jen na malé části území, v pásech při severozápadní a jihovýchodní části hranic katastrálního území. Mezi stromy, rostoucí v lokalitě Nakléřova, patří z listnatých třeba jeřáb ptačí (Sorbus aucuparia), lípa malolistá (Tilia cordata) či javor klen (Acer pseudoplatanus). Z jehličnatých jde například o smrk ztepilý (Picea abies) nebo modřín opadavý (Larix decidua). Pro keřové patro je typický kupříkladu bez červený (Sambucus racemosa) a ostružiník (Rubus). Bylinné patro reprezentuje mimo jiné medyněk měkký (Holcus mollis), srha laločnatá (Dactylis glomerata), brusnice borůvka (Vaccinium myrtillus), vratič obecný (Tanacetum vulgare), vikev ptačí (Vicia cracca), rozrazil rezekvítek (Veronica chamaedrys) či škarda dvouletá (Crepis biennis). Specifické rostlinné druhy rostou na místních agrárních valech a vřesovištích. Mezi chráněnou květenu, rostoucí v oblasti Nakléřova, patří třeba koprník štětinolistý (Meum athamanticum) či chrpa parukářka (Centaurea pseudophrygia).
V krušnohorské oblasti jsou zastoupeny typické druhy středoevropské lesní fauny. Z velkých savců v lesních oblastech žijí například jelen evropský (Cervus elaphus), srnec obecný (Capreolus capreolus) či prase divoké (Sus scrofa). K dalším savcům patří třeba veverka obecná (Sciurus vulgaris), liška obecná (Vulpes vulpes) či zajíc polní (Lepus europaeus). Do 18. století zde v lesích žili rovněž vlk obecný (Canis lupus), medvěd hnědý (Ursus arctos) a rys ostrovid (Lynx lynx).
Lesní biotopy osidlují třeba jestřáb lesní (Accipiter gentilis) a různí zástupci zpěvných ptáků (Passeri) a šplhavců (Piciformes). Mezi zástupce plazů patří kupříkladu zmije obecná (Vipera berus), užovka obojková (Natrix natrix) nebo slepýš křehký (Anguis fragilis). Obojživelníky zastupuje třeba mlok skvrnitý (Salamandra salamandra), žijící v zalesněných vlhkých údolích. Členovce zastupují například střevlíci (Carabidae) a čmeláci (Bombus).

### Ochrana životního prostředí
Na území Nakléřova zasahují dvě chráněná území, která se částečně překrývají. Obě jsou součástí soustavy Natura 2000, a jedná se o ptačí oblast Východní Krušné hory a evropsky významnou lokalitu Východní Krušnohoří. Ptačí oblast byla vyhlášena roku 2004, a předmětem její ochrany je populace tetřívka obecného (Tetrao tetrix) a jeho biotop, respektive „zachování a obnova ekosystémů významných pro tento druh.“ Druhé zmíněné chráněné území, vyhlášené v roce 2009, ochraňuje druhově bohaté smilkové louky, lesy na svazích, sutích a roklích, evropská suchá vřesoviště, vlhkomilná vysokobylinná společenstva, horské sečené louky, bučiny, smrčiny a lokality výskytu vzácných členovců.
Část katastrálního území Nakléřova je součástí 1 500hektarového revíru mysliveckého sdružení Liščí kámen, které zasahuje na území obcí Libouchec a Petrovice.

## Obyvatelstvo
Vůbec první zmínka o počtu obyvatel Nakléřova pochází z roku 1654 z Berní ruly, která zde uvádí 35 chalupníků. Počet obyvatel postupně rostl, přičemž nejvyšší zaznamenané hodnoty dosáhl v roce 1869, kdy zde žilo 591 osob. Od té doby postupně klesal, což bylo způsobeno zejména rozvojem těžby hnědého uhlí a průmyslové výroby v Podkrušnohoří, skýtající lepší pracovní příležitosti. Národnostně byl Nakléřov čistě německým sídlem až do konce 19. století. Teprve od počátku následujícího století se zde vyskytovalo více obyvatel československé národnosti. I tak se ale během prvního československého sčítání lidu v roce 1921 k československé národnosti z 376 obyvatel přihlásil pouze jeden člověk. Z 376 zde tehdy žijících osob bylo 185 mužů a 191 žen. Během druhé světové války proběhla částečná obměna obyvatelstva. Po válce došlo k postupnému vysídlení původních německých obyvatel. Od roku 1950 byl Nakléřov, coby součást uzavřeného pásma vojenského újezdu, zcela vylidněn. Od 60. let 20. století se v oblasti v určité míře rozvíjí rekreace. Podle sčítání lidu z roku 2011 v Nakléřově trvale žilo 19 obyvatel, z čehož jeden občan byl ekonomicky aktivní.
| Rok            | 1714 | 1869 | 1880 | 1910 | 1921 | 1930 | 1939 | 1945 | 1948 | 2011 |
| -------------- | ---- | ---- | ---- | ---- | ---- | ---- | ---- | ---- | ---- | ---- |
| Počet obyvatel | 249  | 591  | 452  | 357  | 376  | 357  | 310  | 264  | 54   | 19   |
| Počet domů     | –    | 95   | 96   | 97   | 84   | 84   | 93   | –    | –    | –    |

### Náboženské komunity
Od roku 1216 náležel Nakléřov, coby církevní obec, pod římskokatolickou diecézi v Bílině. Původní dřevěný kostel, postavený po roce 1330, nevydržel místní klimatické podmínky. Další, postavený ve 14. století, byl zasvěcen slávě Boží, blahoslavené Panence Marii a mučedníkovi svatému Jiří. V roce 1382 byla znovuzřízena zdejší fara. Poslední zmínky o ní pochází z roku 1412. Následně pravděpodobně zanikla v důsledku husitské církevní reformy. Od roku 1495 Nakléřov náležel pod biskupství v Míšni, od roku 1655 pod biskupství v Litoměřicích. V roce 1639 byl místní kostel vypálen během třicetileté války. V letech 1679 až 1683 byl postaven nový raně barokní kostel, zasvěcený svatému Josefovi, který z počátku náležel pod farnost v Schönwaldu. Roku 1787 povýšil císař Josef II. zdejší kostel na farnost a došlo k výstavbě fary. Faráři se zde často střídali (jen mezi lety 1884 a 1919 se jich vystřídalo dvanáct). Z církevních svátků se slavily například svátek Božího těla, svatodušní svátky, Velikonoce nebo Vánoce. Konala se rovněž procesí ke kostelům v sousedních obcích, a to do Bohosudova a Krupky (chodilo se pěšky do Telnice a následně se pokračovalo po železnici).
V době První republiky byli kromě římských katolíků v Nakléřově též zastoupeni evangelíci a luteráni. V roce 1921 se ze 376 obyvatel ke katolictví přihlásilo 358 obyvatel, k evangelictví 9 a 9 občanů bylo bez vyznání. V roce 1930 se z 357 obyvatel ke katolictví hlásilo 347 občanů, k evangelictví 6 a 4 byli bez vyznání. Během druhé světové války se náboženský život prakticky nezměnil. Slavnosti a bohoslužby však byly skromnější, mše probíhaly bez pěveckého sboru, a půlnoční mše se kvůli zatemnění konala již v podvečer. Po válce a vysídlení zdejšího německého obyvatelstva nakléřovský kostel chátral a nakonec byl v roce 1975 odstřelen. K roku 2014 je Nakléřov sídlem římskokatolické farnosti, která spadá pod ústecký vikariát litoměřické diecéze. Její součástí jsou též Knínice a osada Panenská.

## Hospodářství a infrastruktura

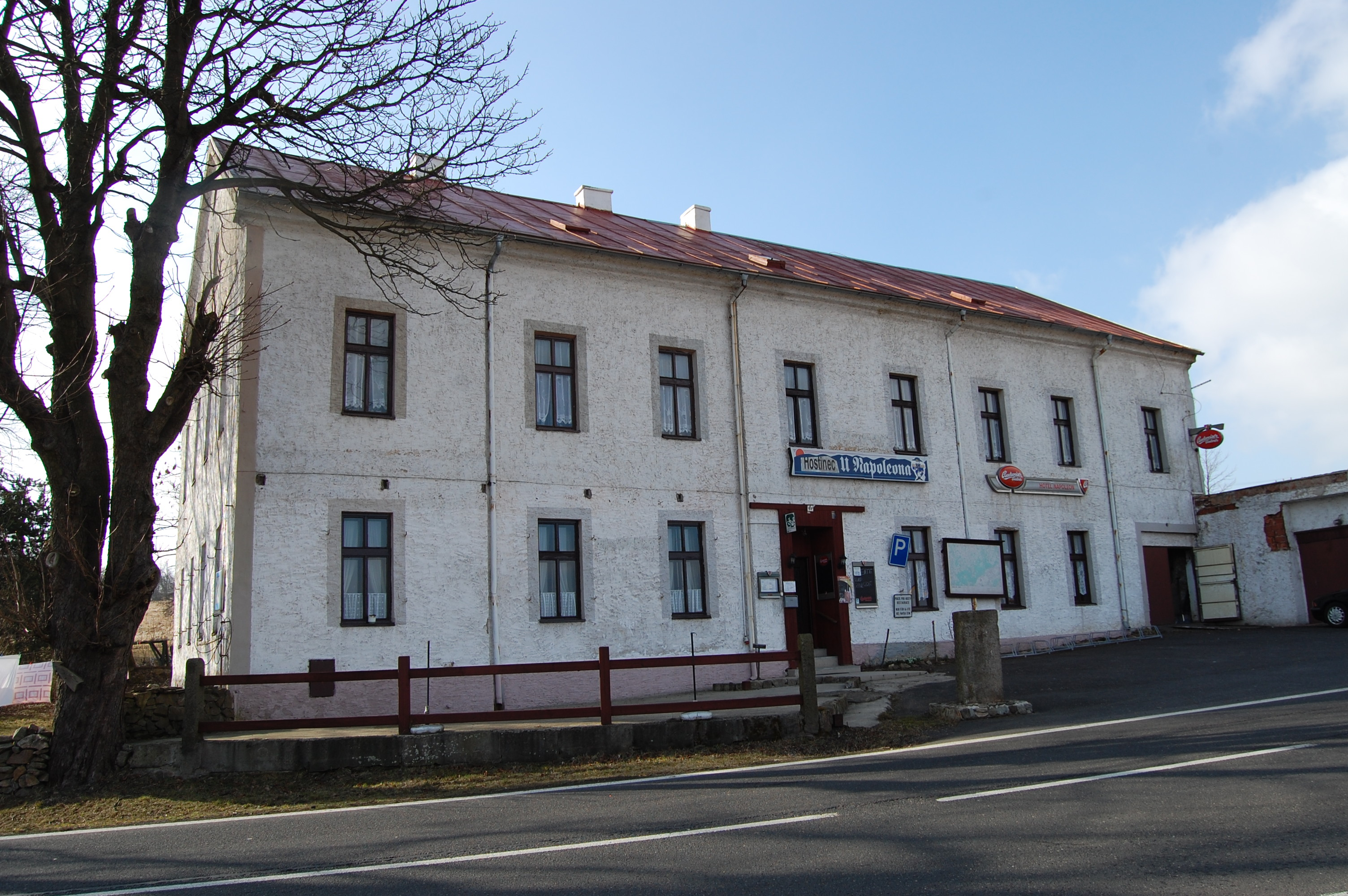
Hostinec a hotel U Napoleona

Nakléřov je vybaven vodovodem. Chybí veřejné osvětlení, kanalizace a plynofikace. Pohostinství zajišťuje hostinec a hotel U Napoleona (nyní Pension a restaurace U Johnů).
V minulosti tvořilo významnou složku místního hospodářství zemědělství, které v určitém rozsahu přetrvává dodnes. Jeho základem bylo pěstování méně náročných druhů obilnin (žito, oves) a chov dobytka. Zdejší pole byla částečně kamenitá, avšak pečlivě obdělávaná. Jednotlivá pole od sebe oddělují tzv. agrární valy (dříve známé jako Steinrücken, tj. „kamenná záda“), což jsou kamenité valy, vzniklé tak, že „celé generace zemědělců odnášely kameny z polí na jedno místo, a dělaly z nich valy různé šířky a délky“.
V roce 1869 pracovala většina obyvatelstva v zemědělství a lesnictví. Mladí lidé vstupovali do učení k živnostníkům v okolí či zůstávali jako pomocníci na statcích rodičů. Od 16. století se rozvíjelo řemeslnictví – šlo zejména o železářskou výrobu (knoflíky, přezky, hřebíky), později též o punčochářství, krajkářství a plátenictví. Část místních pracovala v průmyslu, a to mimo jiné v ústeckém Spolku pro chemickou a hutní výrobu (Spolchemie), porcelánce v Telnici či na šachtách u Varvažova. Ve 40. letech 20. století byla zaměstnanecká skladba obyvatel následující: celkem 107 osob pracovalo v zemědělství, 135 v průmyslu a řemeslech, 27 v obchodu a dopravě, 7 ve veřejných a soukromých službách a 23 bylo na volné noze. Do odsunu německého obyvatelstva po druhé světové válce byly v Nakléřově hojně zastoupeny různé živnosti a obchod. Žilo zde několik ševců, krejčí či řezník, a existovaly tu dva mlýny: Schlossermühle (posléze Förstermühle) a Purkartmühle (posléze Rotschmühle). Druhý zmíněný zásoboval chlebem a bílým pečivem Nakléřov a celé okolí. Potraviny a nejrůznější zboží bylo k zakoupení v obchodě Pekar manželů Löbelových a koloniálním obchodě Rudolfa Müllera. V obci fungovaly dva hostince, a to Güttlerův a Zur Schenke. Budova prvního zmíněného se dochovala, a je využívána hostincem a hotelem U Napoleona. Do roku 1938 zajišťoval lékařskou péči v Nakléřově židovský lékař Alfred Kohn s ordinací v Krásném Lese. Po něm nastoupil dr. Hans Sasyn z Petrovic.

### Doprava

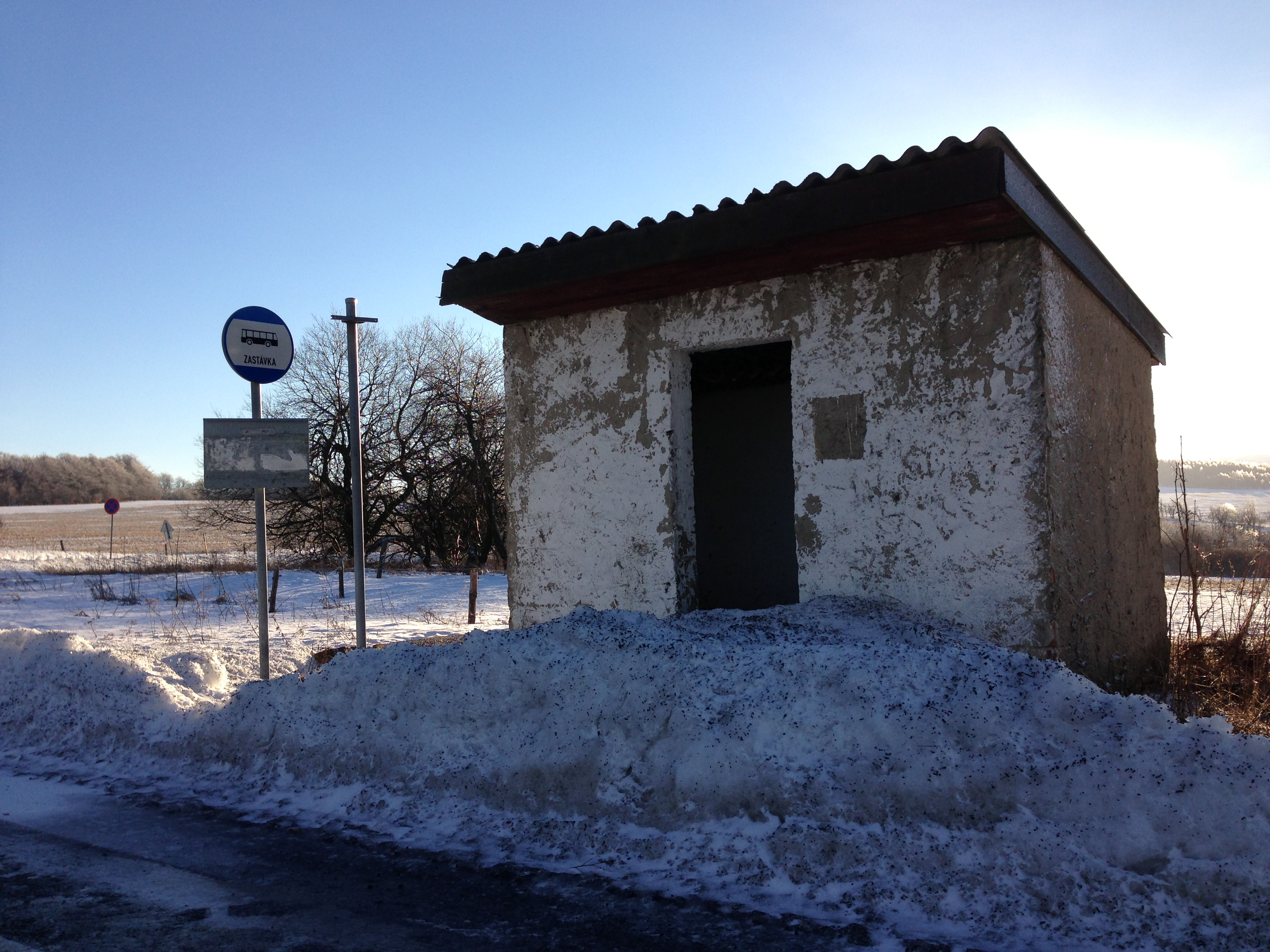
Autobusová zastávka
Krásný Les, rozcestí Nakléřov

Páteřní komunikací území je silnice druhé třídy II/248 z Varvažova na česko-německý hraniční přechod do Petrovic, kde přechází v německou silnici S173. Podle Celostátního sčítání dopravy provedeného v roce 2010 po silnici II/248 jezdilo denně v průměru 1 275 vozidel (z toho 1 168 osobních vozidel, 83 těžkých vozidel a 24 jednostopých vozidel). Při severovýchodní části území prochází v jihovýchodně-severozápadním směru dálnice D8, z části vedená tunelem Panenská, který je se svými 2 160 metry k roku 2010 nejdelším tunelem v České republice. Poslední místní komunikací je silnice třetí třídy III/2486 z Nakléřova do Krásného Lesa, vedoucí mezi pláněmi Barrandov a Na šancích kolem vojenské základny, vybudovaná v roce 1826.
Horský charakter oblasti neskýtá vhodné podmínky pro rozvoj železniční sítě. Přesto koncem 19. století vznikl projekt výstavby železniční tratě přes Petrovice do Gottleuby. Ten byl v roce 1893 dokonce schválen rakousko-uherskou vládou ve Vídni, saská vláda jej nicméně odmítla. Nejbližší železniční zastávka se nachází v Telnici na trati číslo 132 (přezdívané Kozí dráha) z Děčína do Oldřichova u Duchcova. Provoz však probíhá pouze občasně, a to na úseku mezi Telnicí a Děčínem. V letech 1912 až 1954 byla v Telnici rovněž konečná zastávka tramvajové linky číslo 1 z Ústí nad Labem, kterou Nakléřovští využívali při dojíždění za prací.
Do Nakléřova přímo nezajíždí pravidelná veřejná autobusová doprava. Nejbližší zastávkou tak je asi 3 kilometry vzdálená „Krásný Les, rozcestí Nakléřov“, případně zhruba 4 kilometry vzdálená „Telnice, železniční stanice“, linky číslo 592451 společnosti BusLine z Ústí nad Labem. Od dubna do října Nakléřov dvakrát denně obsluhuje sezónní turistická autobusová linka společnosti Dopravní podnik města Ústí nad Labem. K roku 2013 se konkrétně jednalo o linku číslo 21.

## Společnost
V Nakléřově se do druhé světové války konaly každoroční Nakléřovské slavnosti. Během nich kolem kostela vyrostly jarmareční boudy, houpačky, kolotoč, a ve večerních hodinách se konala taneční zábava. Mezi další zvyky patřila třeba císařská pouť (Kaiserkirmes), dožínky nebo masopust. Do vysídlení německého obyvatelstva zde bylo aktivních celkem dvanáct spolků. V roce 1891 byl založen Spolek dobrovolných hasičů (Freiwillige Feuerwehr), který čítal 28 osob. Pro jeho potřeby byly v obci vybudovány tři hasičské rybníky. Mezi další patřily Spolek práce (Arbeitsverein), Válečný spolek (Kriegerverein), Spolek na pomoc škole (Schulhelferverein), Svaz rolníků (Bund der Landwirte), místní skupina Svazu německé rolnické mládeže (Bund der deutschen Landjugend, Orstgruppe Nollendof), Pěvecký spolek Lyra (Gesangverein Lyra), Katolický spolek žen (Katolischer Frauenverein), Klub dubu (Klub der Eiche), Rolnický a lesnický spolek (Land und fortwirtschaftlicher), nakléřovská sekce Horského klubu Ústí nad Labem (Gebirgsverein Aussig, Sektion Nollendorf) a Rodičovské sdružení při škole v Nakléřově (Elternvereingung der Schulgemeinde Nollendorf).

### Školství
Škola v Nakléřově existovala již v roce 1752. Do té doby děti docházely do vzdělávacích zařízení v okolních obcích. V letech 1817 až 1855 byla postavena nová jednopatrová budova školy. Bývala jednotřídní, avšak někdy se pro velký počet žáků (přes 80) otevřela druhá třída v hostinci Zur Schenke. Výuka byla omezena během první světové války kvůli nedostatku učitelů, kteří tou dobou bojovali na frontě, uhlí či finančních prostředků. Od roku 1926 nesla název Masaryk-Schule (Masarykova škola). Počínaje rokem 1934 fungovala i druhá třída. V Nakléřově byla pouze národní škola, zatímco měšťanská škola se nacházela v šest kilometrů vzdálených Petrovicích. Výuka probíhala až do spojeneckého bombardování Ústí nad Labem v dubnu 1945. S vysídlením Nakléřova škola zanikla. Vzdělávání dětí poskytuje základní a mateřská škola v Petrovicích, která zajišťuje výuku v rozsahu I. stupně.

### Sport
Nakléřovem prochází modrá turistická značka z Malého Chvojna do Zadní Telnice, vedoucí od údolí Jílovského potoka údolím jeho bezejmenného pravostranného přítoku, podél zástavby při cestě z Libouchce, a následně pokračuje po silnici na Krásný Les. Ze strany obce Chlumec existuje záměr vybudovat turistickou trasu vedoucí po místech významných historických událostí v severním Ústecku, která by začínala v Nakléřově a vedla přes Chlumec do Krupky na Teplicku. Nakléřovem vedou dvě na sebe navazující cyklotrasy, a to číslo 23 a 3066. První zmíněná vede z Děčína do Měděnce na Chomutovsku, a územím prochází po silnici II/248 z Petrovic, a poté odbočuje na Krásný Les. Druhá jmenovaná směřuje z Nakléřova do Ploskovic na Litoměřicku, a vede údolím k Jílovskému potoku, načež pokračuje k Malému Chvojnu.
Zimní sporty jsou zastoupeny během na lyžích. Z Nakléřova vede od Kleistova pomníku běžkařská trasa, která prochází pod Jelením vrchem, kde se na rozcestníku větví a dále se ubírá buď směrem na Krásný Les a kolem Stříbrného rybníka přes Panenskou do Tisé, nebo do Zadní Telnice a na Adolfov. Ve zhruba šest kilometrů vzdáleném lyžařském středisku Zadní Telnice, jehož počátky sahají až do dob před první světovou válkou, lze provozovat alpské lyžování a snowboarding.

## Pamětihodnosti

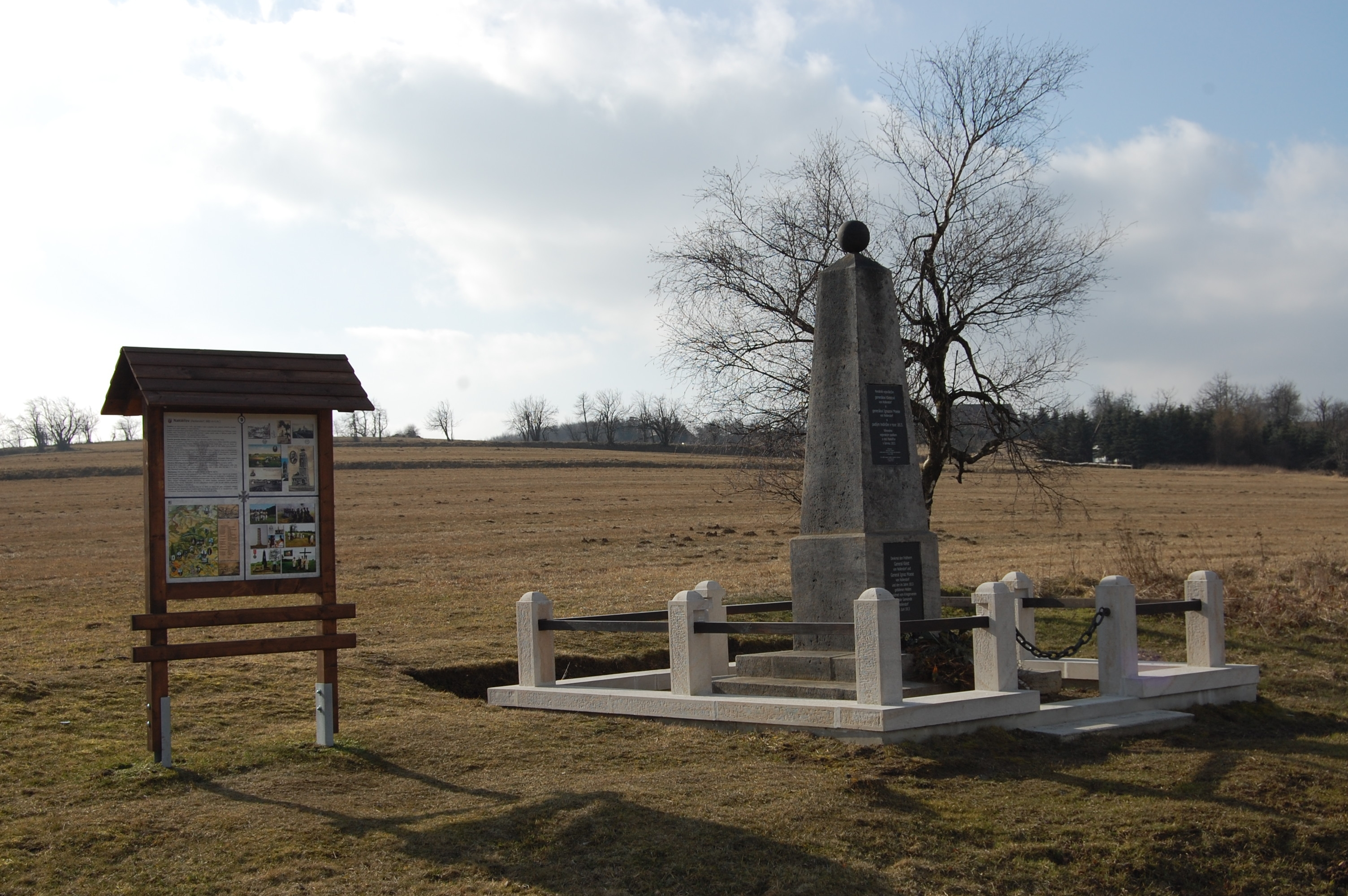
Kleistův pomník

Nakléřov skýtá přírodní i kulturně-historické pamětihodnosti. První skupinu zastupují dvě chráněná území v rámci sítě Natura 2000, v podobě evropsky významné lokality a ptačí oblasti (podrobněji jsou zmíněny v sekci Ochrana životního prostředí). Z botanického hlediska jsou hodnotné agrární valy a vřesoviště v okolí vesnice.

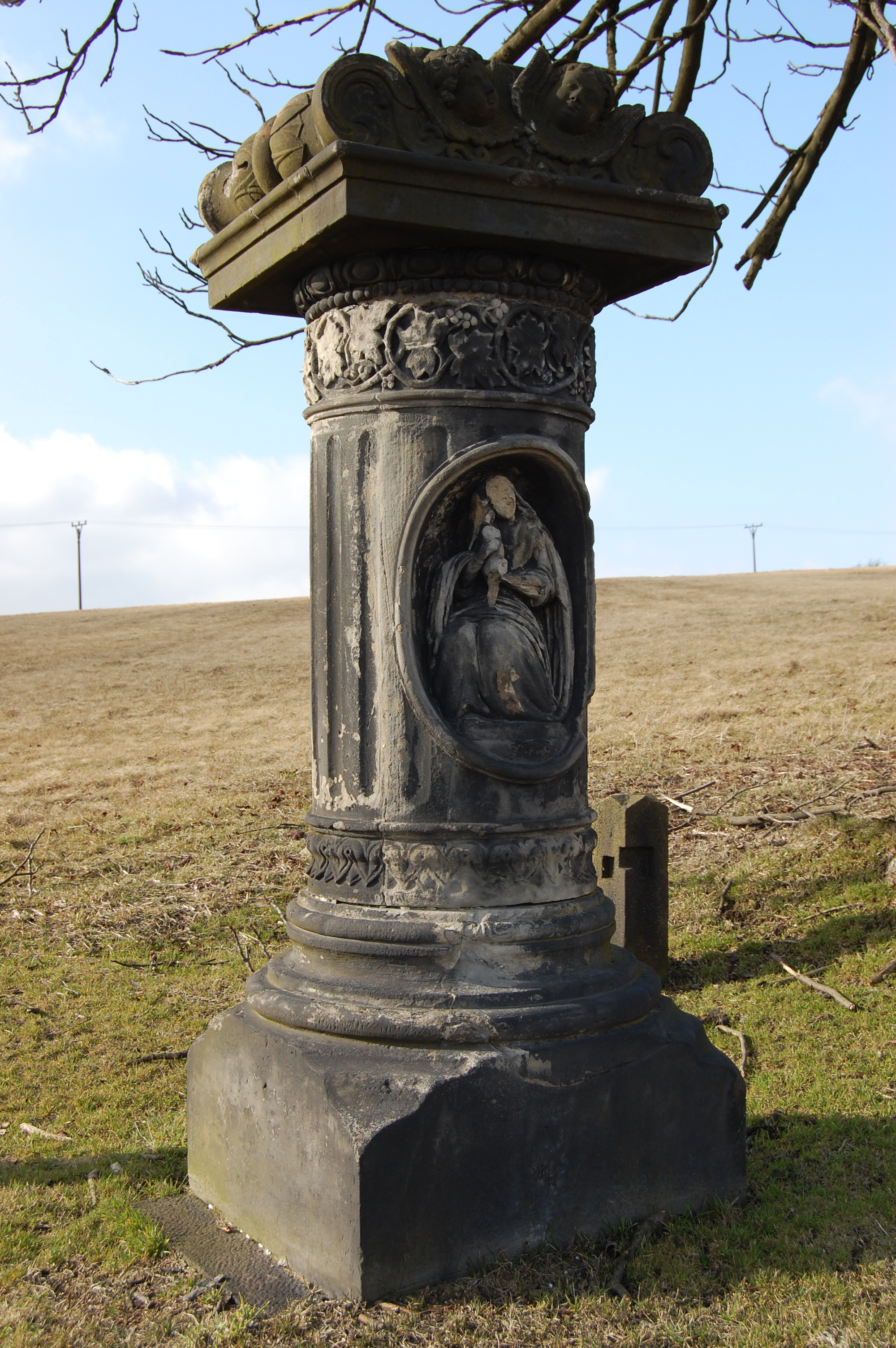
Kanelovaný sloup při silnici II/248

Místní kulturně-historické pamětihodnosti lze rozdělit na dochované a zaniklé. Na území Nakléřova se k polovině prvního desetiletí 21. století zachovaly hned dvě kulturní památky. Jednou z nich je Kleistův pomník při silnici II/248, připomínající vítězství v bitvě u Chlumce v roce 1813. Postaven byl v roce 1913 na počest pruského generála von Kleista, u příležitosti stého výročí zmíněné bitvy. Po formální stránce plán výstavby zajistil tehdejší nakléřovský starosta Ferdinand Listner. Návrh a samotnou výstavbu realizoval libouchecký kameník Emil Löbel. Jednotlivé části památníku dodali řemeslníci z blízkého okolí a část materiálu poskytli místní obyvatelé.
Druhou státem chráněnou kulturní památkou, řadící se mezi sakrální pamětihodnosti, je litinový kříž na bohatě zdobeném kanelovaném sloupu z roku 1800, stojící při silnici II/248, asi 300 metrů od centra vesnice. Uprostřed dříku sloupu se nachází medailonová nika s reliéfem sedící Madony, jež má na klíně dítě. Na krycí desce jsou usazeny volutové nástavce, v nichž jsou vyvedeny okřídlené putti. V roce 1967 byl celý objekt opraven.

### Zaniklé památky

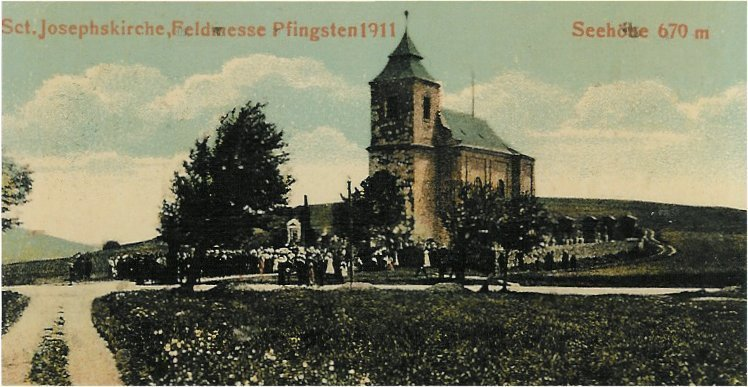
Kostel se hřbitovem
na pohlednici, 1911

V Nakléřově do 20. století existovaly dvě historicky významné vzhledově dominantní stavby, z nichž jedna podlehla člověku a druhá přírodě. Jednalo se o kostel svatého Josefa a rozhlednu Karla Weisse (dříve Císařskou rozhlednu).
V průběhu historie v Nakléřově stávalo několik kostelů. Poslední z nich, zasvěcený svatému Josefovi, byl raně barokní jednolodní stavbou, postavenou v letech 1679 až 1683 u silnice, na místě staršího kostela. V roce 1813 měl z jeho věže francouzský císař Napoleon Bonaparte sledovat boje svých vojsk u Varvažova. Bohoslužby se zde konaly do odsunu zdejšího německého obyvatelstva po druhé světové válce. Na jejím skonu rozstříleli místní varhany vojáci Rudé armády. Počátkem 50. let byl kostel odsvěcen, a jelikož se nacházel v uzavřené vojenské lokalitě, tak chátral. V roce 1956 se objevil v československém filmu Dědeček automobil režiséra Alfréda Radoka, který jeho exteriérové záběry použil proto, že se vzdáleně podobal francouzským kostelům. V roce 1967 nechal okresní národní výbor v Ústí nad Labem zlikvidovat hřbitov kolem kostela. Ještě počátkem 70. let existovaly snahy o opravu zchátralé stavby, na níž však nebyly finanční prostředky. V dubnu 1975 odňalo Ministerstvo kultury kostelu památkovou ochranu, a ještě téhož měsíce byl z rozhodnutí okresního národního výboru odstřelen. Na jeho místě měl vyrůst megalomanský pomník Rudé armádě, viditelný až z Ústí nad Labem, avšak jeho projekt nakonec zastavila vláda. Od roku 1992 se na místě nakléřovského kostela nachází prostý dřevěný kříž, darovaný německými rodáky, odsunutými po druhé světové válce.
Druhou zaniklou památku představuje 21 metrů vysoká kamenná rozhledna Karla Weisse (Karl Weiss Warte), pojmenovaná po vedoucím představiteli Horského spolku (do roku 1923 známá jako Císařská rozhledna – Kaiserwarte). Postavena byla v roce 1913 v duchu historismu nákladem 20 tisíc rakousko-uherských korun u příležitosti stého výročí bitvy u Chlumce a k uctění památky vojáků, kteří v tomto konfliktu padli. Myšlenka na její výstavbu se objevila již o pět let dříve v souvislosti s jubileem vlády rakouského císaře Františka Josefa I. Stala se oblíbeným místem návštěvníků jak z Čech, tak ze sousedního Saska. Nacházela se v ní též návštěvní kniha, jejíž poslední český záznam pocházel z roku 1938, kdy se Nakléřov a celé Sudety staly na základě Mnichovské dohody součástí nacistického Německa. V lednu 1944 se rozhledna zřítila během prudké zimní bouře, přičemž příčinou byl nevhodný stavební materiál a poškození stavby. Německé úřady měly v plánu ji po skončení války obnovit, avšak již pod názvem rozhledna Adolfa Hitlera. Po německé porážce a konci války již nebyla obnovena. V roce 1952 se její ruiny staly cvičným terčem ve vojenském výcvikovém prostoru. Později byly rozebrány jako stavební materiál. Počátkem 21. století vznikl ze strany obce Petrovice plán na obnovu nakléřovské rozhledny, k němuž existuje plán i stavební povolení. V roce 2012 se v rámci krajského úřadu Ústeckého kraje objevila myšlenka postavit k blížícímu se dvoustému výročí bitvy u Chlumce novou rozhlednu v místě někdejší nakléřovské rozhledny.